# Salzring (Nysa)

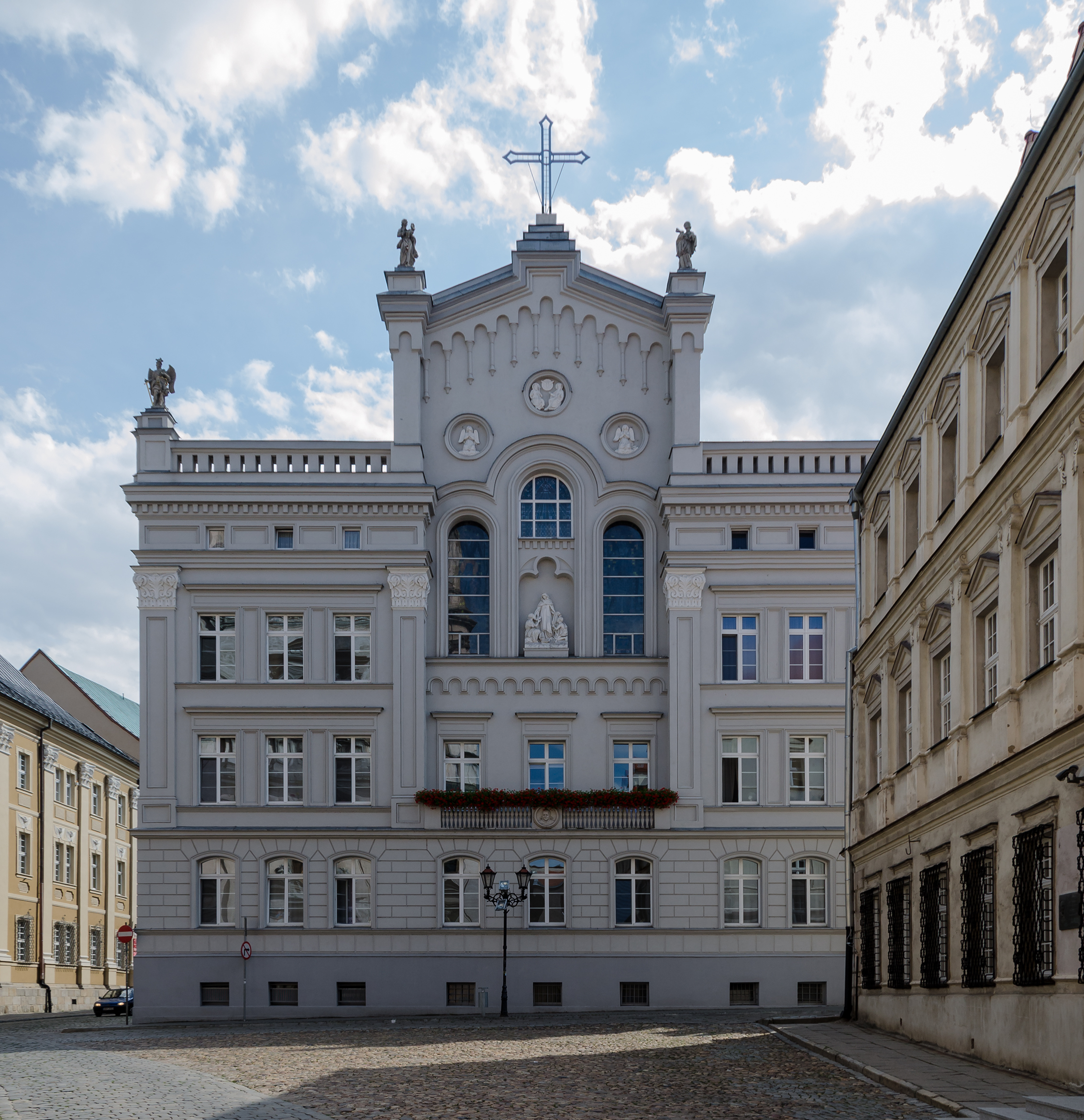
Salzring mit Kloster der Kongregation der Schwestern von der hl. Elisabeth

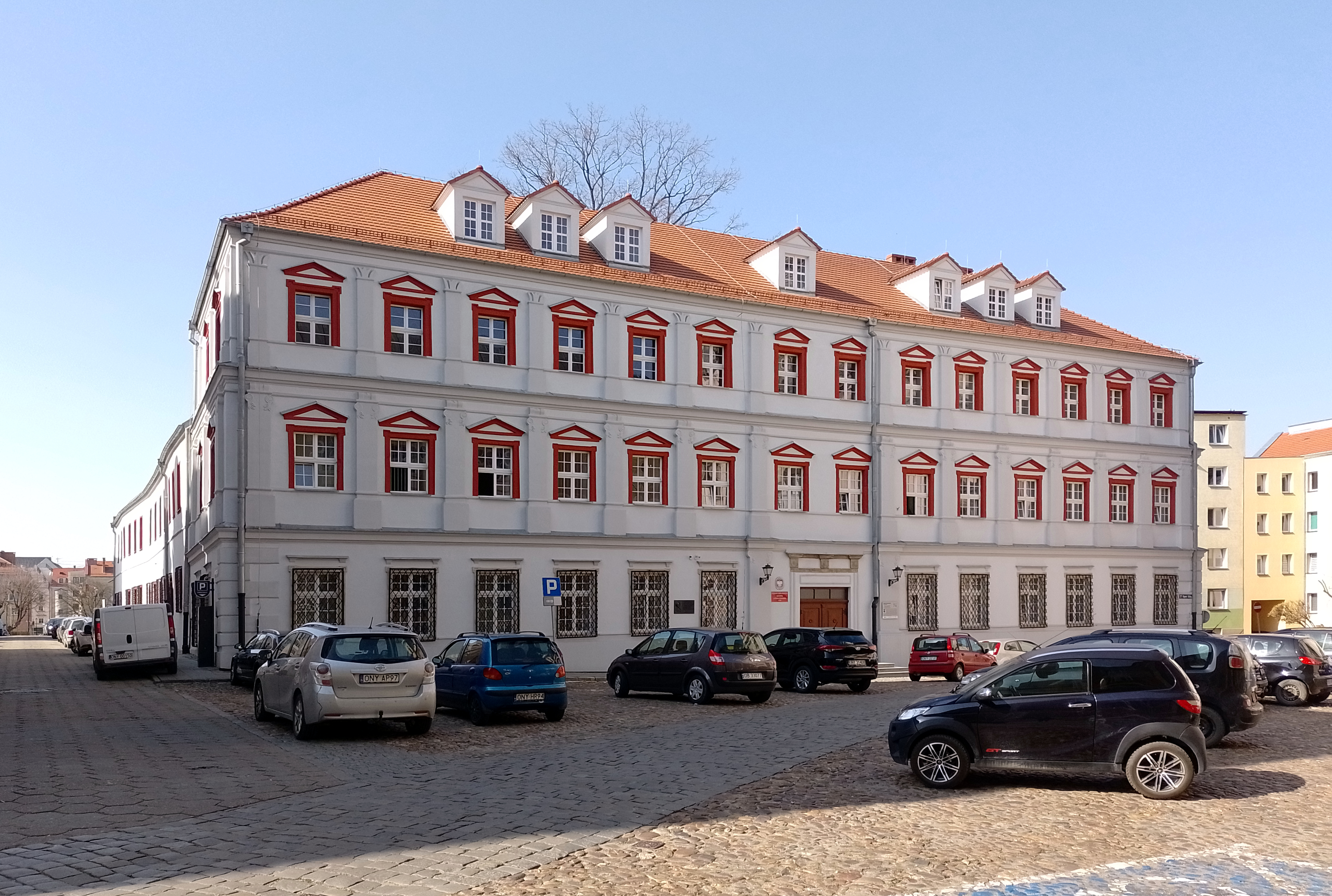
Seminar St. Anna

Der Salzring (polnisch Plac Solny, dt. auch Salzmarkt) ist ein Platz in der östlichen Altstadt der schlesischen Stadt Nysa (dt. Neisse).

## Lage
Der Salzring liegt im östlichen Bereich der Altstadt von Neisse. Er liegt ca. 250 m östlich des Neissener Rings. Am Salzring münden insgesamt drei Straßen ein: ul. Grodzka (bis 1945 Jesuiten Straße), ul. Kramarska (Krämerstraße) und ul. Jana III Sobieskiego (Schulstraße).

## Geschichte
Der Ring entstand nach der Gründung der Stadt Neisse nach flämischem Recht. Die Stadt erhielt einen annähernd quadratischen Grundriss mit einem gitterförmigen Straßennetz und dem Ring im Zentrum. Im östlichen Teil der Altstadt wurde ein kleiner annähernd quadratischer Platz geschaffen, der Salzring.
Die heutige Bebauung stammt vorwiegend aus dem 17. Jahrhundert.
1945 wurde ein Teil der Bebauung zerstört und in den 1950er Jahren wieder aufgebaut.

## Bauwerke

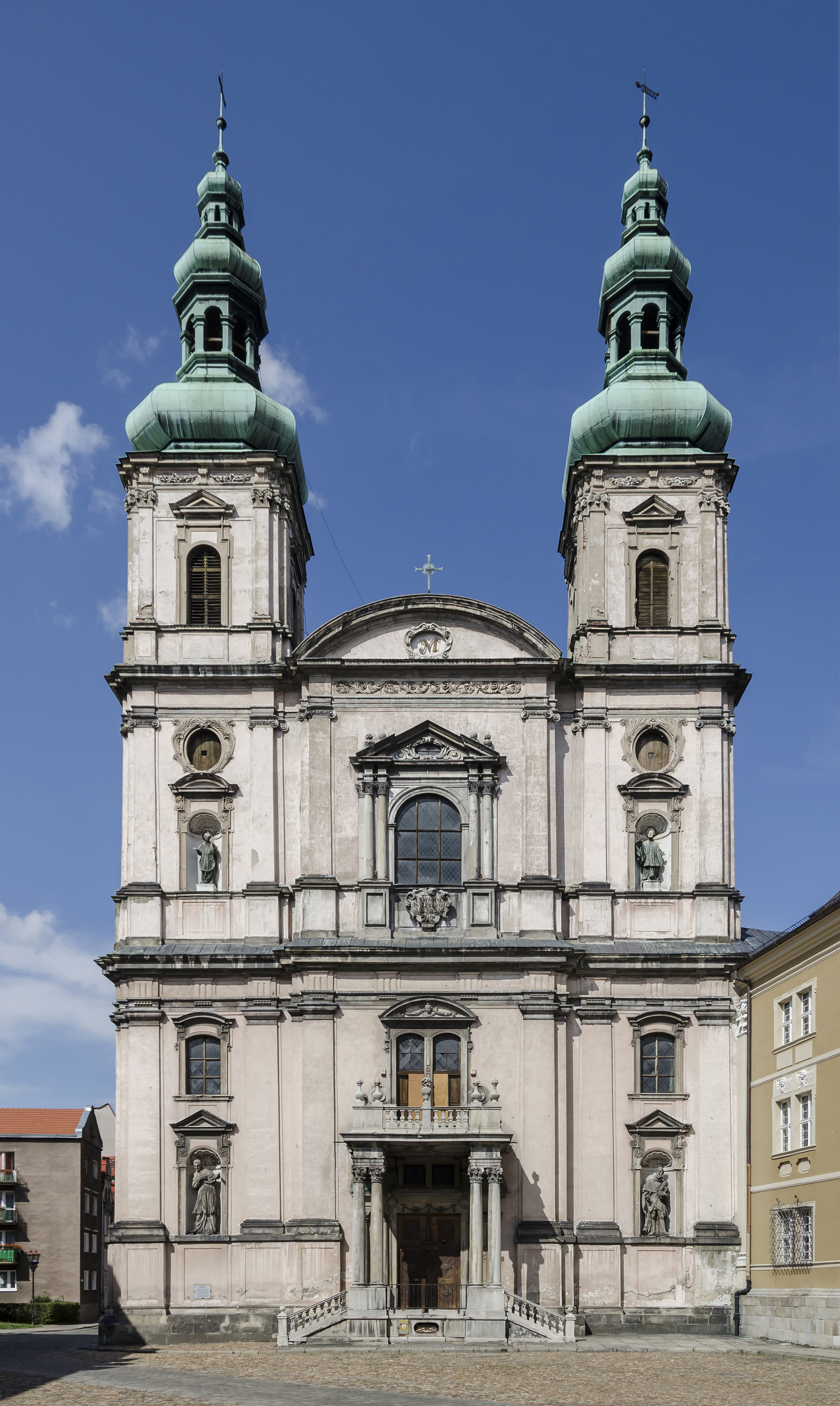
Kirche St. Maria Himmelfahrt

### Kloster der Kongregation der Schwestern von der hl. Elisabeth
Das Kloster der Kongregation der Schwestern von der hl. Elisabeth (poln. Klasztor Zgromadzenia Sióstr św. Elżbiety) wurde 1865 an der Südseite des Salzrings erbaut. Das Gebäude entstand auf Bestreben von Maria Merkert.

### Seminar St. Anna / Musikhochschule
Das ehemalige Seminargebäude St. Anna der Jesuiten liegt an der Westseite des Platzes. Es entstand zwischen 1556 und 1657 durch den Architekten M. Werner im barocken Stil Das zweigeschossige Gebäude mit hohen Sockelgeschoss brannte 1945 aus. 1972 erfolgte der Wiederaufbau, wobei lediglich die äußere Gestaltet wiederhergestellt wurde. Das Gebäude beherbergt heute die Musikhochschule von Neisse.

### Carolinum
Das barocke Gebäude liegt an der Ostseite des Rings und wurde zwischen 1669 und 1679 verbaut. Architekt war P. Schüller aus Olmütz. Das dreigeschossige Gebäude besitzt einen Grundriss in Form eines lateinischen E. Die Ausgestaltungen der Aula und des Bibliotheksaals stammen etwa von 1680.

### Kirche St. Maria Himmelfahrt
Die ehemalige Jesuitenkirche wurde zwischen 1688 und 1692 an der Nordseite des Rings im barocken Stil erbaut.